# Euplexia callichroa
Euplexia callichroa là một loài bướm đêm trong họ Noctuidae.